# 17094 Sarahsyed
17094 Sarahsyed este o planetă minoră (asteroid), cu un diametru de 5,307 km, din centura de asteroizi. A fost descoperită pe 10 mai 1999 la Experimental Test Site⁠(d) de Lincoln Near-Earth Asteroid Research. 
Obiectul prezintă o orbită caracterizată de o semiaxă mare de 2,9638989 UAi, o excentricitate de 0,0774059, o înclinație de 4,1212 ° în raport cu ecliptica.